# Sabon-Machi
Sabon-Machi (auch: Sabon Machi, Sabonmachi, Sabonmassi) ist eine Landgemeinde im Departement Dakoro in Niger.

## Geographie
Sabon-Machi liegt in der Sahelzone. Die Nachbargemeinden sind Adjékoria im Norden, Kornaka im Osten, Maïyara im Südosten, Chadakori im Süden und Dan-Goulbi im Westen. Bei den Siedlungen im Gemeindegebiet handelt es sich um 47 Dörfer, sieben Weiler und vier Lager. Sabon-Machi erhebt Anspruch auf zwei weitere Siedlungen in der Nachbargemeinde Maïyara. Der Hauptort der Landgemeinde Sabon-Machi ist das Dorf Sabon-Machi. Es liegt auf einer Höhe von 384 m. Durch die Gemeinde verläuft das Trockental Goulbin Kaba.

## Geschichte

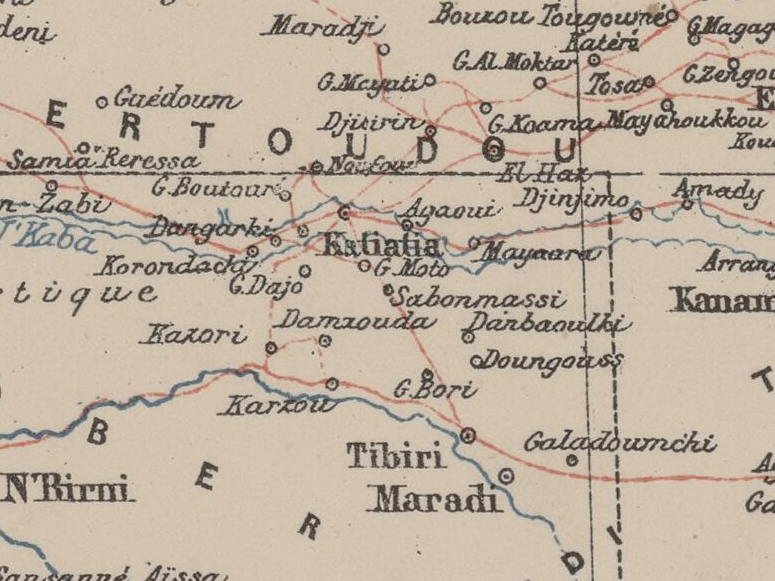
Ausschnitt einer Karte von 1903 mit Sabon-Machi (Sabonmassi) im Zentrum

Das Dorf Sabon-Machi wurde um 1850 von Bako Attabou, einem Mann aus Tessaoua, gegründet, der von einem bekannten Marabout begleitet wurde. Der Hausa-Ortsname bedeutet „neue Lanze“. Mit einer neuen Lanze enthauptete der Überlieferung nach Bako Attabou den Entführer seiner Tochter. Die Landgemeinde Sabon-Machi ging 2002 bei einer landesweiten Verwaltungsreform aus einem Teil des Kantons Kornaka hervor.

## Bevölkerung
Bei der Volkszählung 2012 hatte die Landgemeinde 35.988 Einwohner, die in 4434 Haushalten lebten. Bei der Volkszählung 2001 betrug die Einwohnerzahl 25.205 in 3356 Haushalten.
Im Hauptort lebten bei der Volkszählung 2012 8365 Einwohner in 1077 Haushalten, bei der Volkszählung 2001 5515 in 734 Haushalten und bei der Volkszählung 1988 4009 in 658 Haushalten.
In ethnischer Hinsicht ist die Gemeinde ein Siedlungsgebiet von Azna, Gobirawa, Katsinawa und Tuareg.

## Politik
Der Gemeinderat (conseil municipal) hat 13 gewählte Mitglieder. Mit den Kommunalwahlen 2020 sind die Sitze im Gemeinderat wie folgt verteilt: 8 CPR-Inganci und 5 PNDS-Tarayya.
Jeweils ein traditioneller Ortsvorsteher (chef traditionnel) steht an der Spitze von 29 Dörfern in der Gemeinde.

## Wirtschaft und Infrastruktur

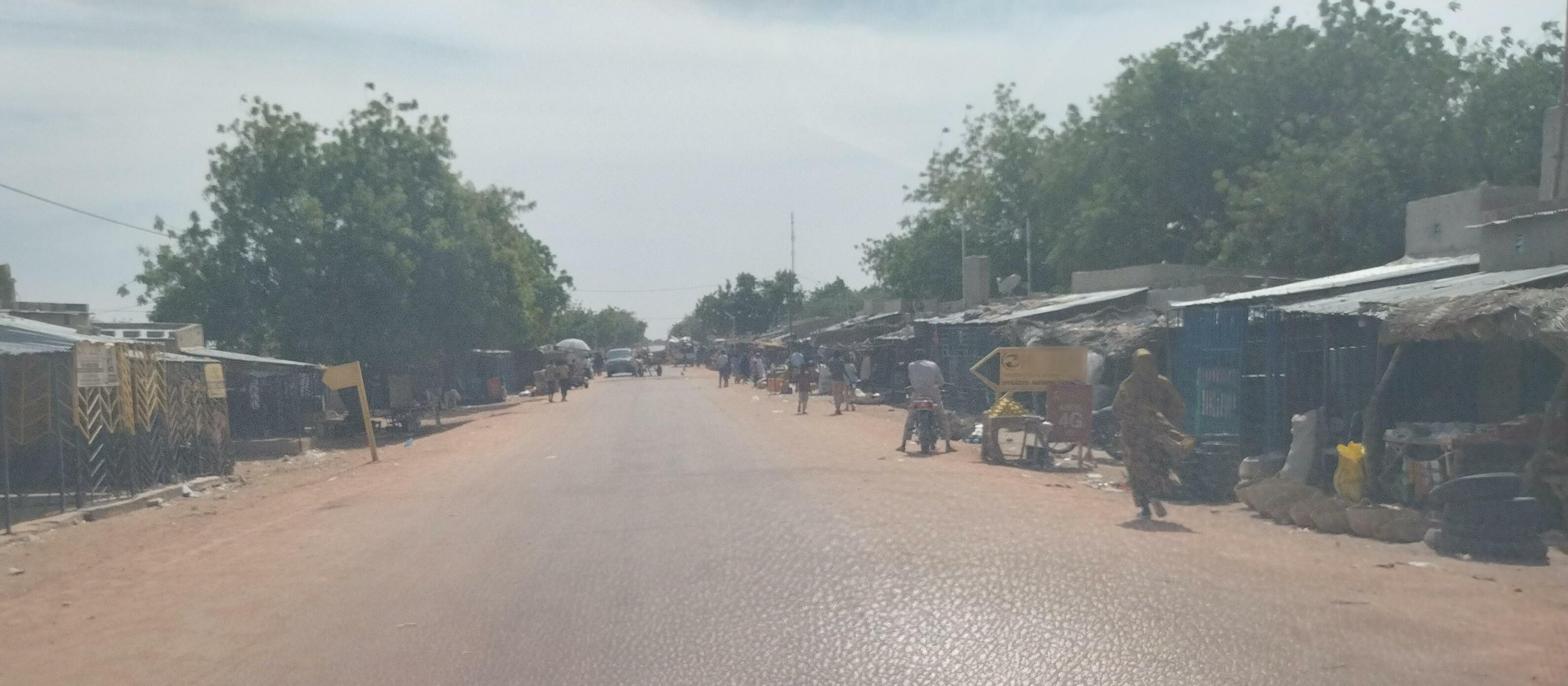
Ein Straßenmarkt im Gemeindehauptort Sabon-Machi (2023)

In Sabon-Machi wird ein bedeutender Wochenmarkt für Vieh und Getreide abgehalten. Der Markttag ist Dienstag. Das Marktgelände wird in der Regenzeit regelmäßig überschwemmt und wird dadurch zeitweise unbenutzbar. Die wichtigsten Erwerbszweige der Bevölkerung sind Ackerbau, Viehzucht und Handel. Die Gemeinde liegt in einer Zone, in der Regenfeldbau betrieben wird. Das staatliche Versorgungszentrum für landwirtschaftliche Betriebsmittel und Materialien (CAIMA) unterhält eine Verkaufsstelle im Hauptort. Im Hauptort wird eine Niederschlagsmessstation betrieben.
Im Hauptort ist ein Gesundheitszentrum des Typs Centre de Santé Intégré (CSI) vorhanden. Der CEG Sabon-Machi ist eine allgemein bildende Schule der Sekundarstufe des Typs Collège d’Enseignement Général (CEG). Das Berufsausbildungszentrum Centre de Formation aux Métiers de Sabon-Machi (CFM Sabon-Machi) bietet Lehrgänge in familiärer Wirtschaft und Tischlerei an. Ferner gibt es eine Koranschule und mehrere Grundschulen in der Landgemeinde.
Durch die Gemeinde, unter anderem durch den Hauptort, verläuft die Nationalstraße 30 zwischen Kadata und Abalak.